# مذبحة المساء الصقلية
مذبحة المساء الصقلية (بالإيطالية: Vespri siciliani) (بالصقلية: Vespiri siciliani) (بالفرنسية: Vêpres siciliennes)أو مذبحة صلاة المغرب الصقلية عام 1282م ، هي ثورة وانتفاضة شعبية أدت إلى مذبحة عارمة اندلعت في جزيرة صقلية مساء عيد الفصح من عام 1282م، في نفس توقيت قداس صلاة المغرب اليومية المسيحية، ضد الحكم الإقطاعي للملك الفرنسي شارل الأول أنجو ابن لويس الثامن ملك فرنسا.
اندلعت شرارة الثورة إثر حادثة إهانة للصقليين في مدينة باليرمو، وسرعان ما امتدت إلى معظم أنحاء صقلية، وفي غضون ستة أسابيع امتدت المذبحة إلى كل صقلية بأكملها ضد الفرنسيين الذين حكموا الجزيرة، وقُتل أو طُرد ما يقرب من 13,000 رجل وامرأة فرنسي على يد الثوار، وفقدت حكومة الملك شارل أنجو السيطرة على الجزيرة التي استطاعت التحرر من حُكم سلالة أنجو. وكان شارل أنجو يحكم مملكة صقلية منذ عام 1266م، ولكن كان سكان صقلية يكنون كراهية عميقة للإدارة الأنجوية التي ظلمتهم لسنوات عديدة، بسبب الضرائب المفرطة وغطرسة مسؤوليها.
سعى الثوار الصقليون إلى كسب الدعم لتمردهم، فعرضوا عرش صقلية على الملك بطرس الثالث ملك أراغون الذي ادّعى أحقيته بالعرش نيابةً عن زوجته كونستانس، ابنة مانفريد هوهنشتاوفن، ملك صقلية السابق الذي قُتل في معركة بينيفنتو، إثر هزيمته أمام قوات شارل الأول أنجو الذي غزا صقلية واستولى على حكمها عام 1266م. أدى تدخل بطرس الثالث في التمرد إلى اتساع نطاق الصراع ليشمل حرب صلاة الغروب الصقلية.
يُمثل هذا الحدث لحظةً مفصليةً في التاريخ الوطني الصقلي ونقطة تحول جيوسياسية، ومن هذا الحدث بدأت حرب صلاة الغروب من عام 1282م إلى 1302م بين عدة ممالك أوروبية في العصور الوسطى للسيطرة على جزيرة صقلية.

## خلفية المذبحة

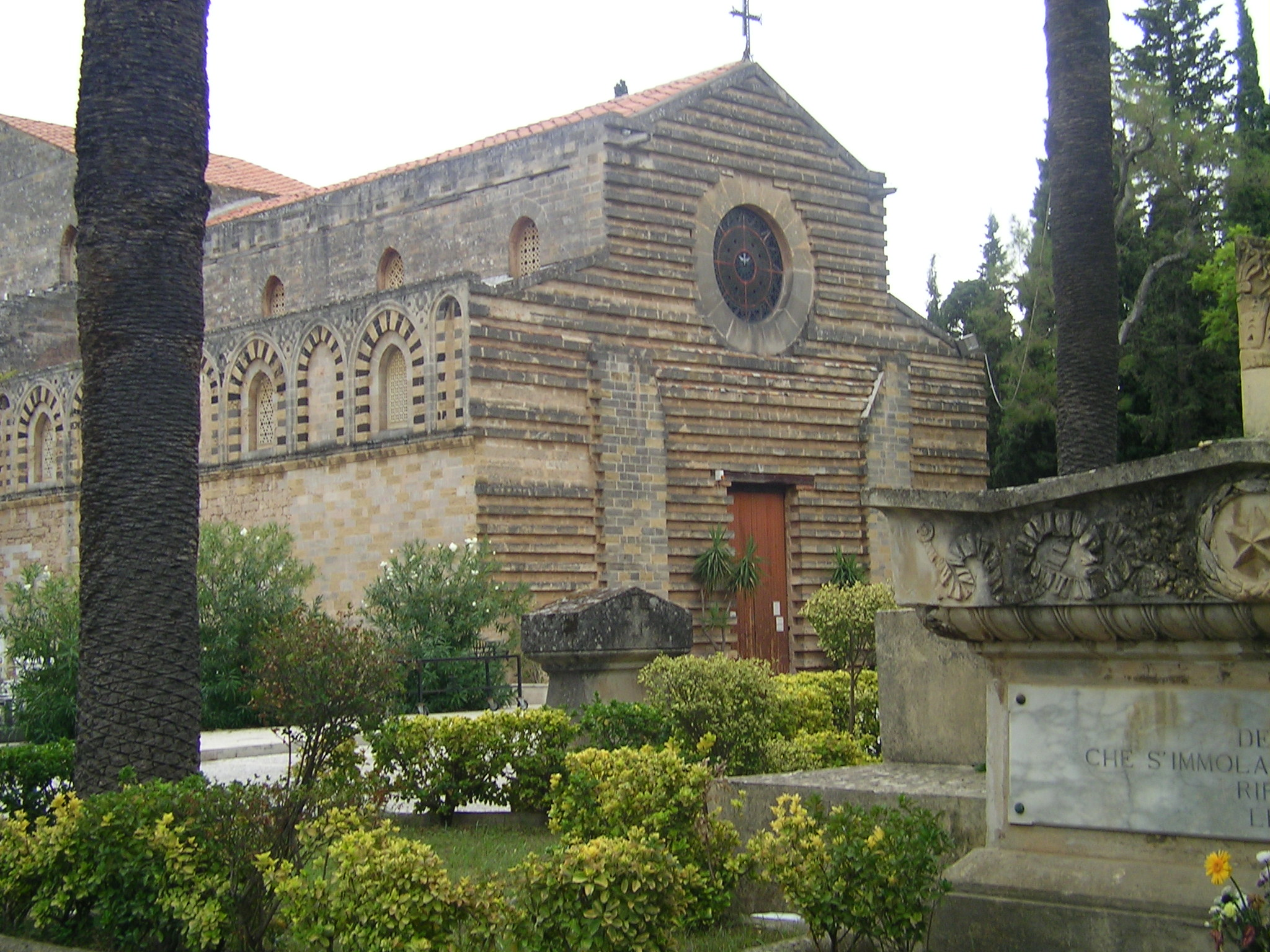
كنيسة الروح القدس في باليرمو، التي بدأت ثورة صلاة الغروب الصقلية بالقرب منها.

### البابوية تجابه آل هوهنشتاوفن
نشأت هذه الانتفاضة في سياق الصراع على التنصيب بين بابا الفاتيكان وأباطرة الرومان المقدّسين من أسرة هوهنشتاوفن، حول السيطرة على إيطاليا، ولا سيّما على الأراضي الخاصة بالكنيسة المعروفة باسم "الدولة البابوية". وكانت هذه الأراضي تقع بين ممتلكات آل هوهنشتاوفن في شمال إيطاليا وفي مملكة صقلية التي كانت أيضا تحت حكمهم في الجنوب. وكان آل هوهنشتاوفن يحكمون ألمانيا أيضًا في ذلك الوقت.
في عام 1245م، حرم البابا إنوسنت الرابع الإمبراطور فريدريك الثاني كنسياً وأعلن عزله وأثار قوى المعارضة ضده في ألمانيا وإيطاليا. توفي فريدريك الثاني عام 1250م ورثه ابنه كونراد الرابع ملك ألمانيا واستلم الحُكم من بعده. توفي وفاة كونراد الرابع عام 1254م وأعقبت وفاته فترة من الاضطرابات، واستولى ابنه غير الشرعي مانفريد على مملكة صقلية وحكمها من 1258م إلى 1266م.
لم يكن لمانفريد أي دور في السياسة الألمانية، فاستمرت فترة خلو العرش لفترة طويلة ولم يُنتخب إمبراطور حتى عام 1274م. في البداية، لَقَّبَ مانفريد نفسه "نائبًا" عن ابن شقيقه كونراد الثالث (المعروف باسم: كونرادين) ابن الإمبراطور كونراد الرابع. ثم انتشرت شائعة كاذبة تفيد موت كونرادين، فنصَّبَ مانفريد نفسه ملكًا وسعى إلى المصالحة مع البابوية، وهو ما قد يفسّر دعمه لبالدوين الثاني، إمبراطور القسطنطينية اللاتيني الذي كان لا يملك أرضًا. إلا أن البابا أوربان الرابع ومن بعده البابا كليمنت الرابع لم يكونا مستعدَّين للاعتراف بمانفريد كحاكم شرعي لصقلية وقاموا أولاً بطرده كنسياً، ثم سَعَيا لاحقًا إلى عزله بالقوة العسكرية.
بعد محاولات فاشلة لتجنيد إنجلترا كبطل للبابوية للحرب ضد مانفريد، استقر أوربان الرابع على شارل الأول أنجو ملك نابولي كمرشح للبابوية ليتولى عرش صقلية. غزا شارل أنجو إيطاليا وهزم مانفريد وقتله عام 1266م في معركة بينيفينتو، وأصبح ملكًا على صقلية. عندما بلغ كونرادين سن الرشد، غزا إيطاليا عام 1268م مطالبا بالعرش ولكنه هُزم في معركة تاغلياكوزو (Tagliacozzo) وأُعدم بعد ذلك، وأصبح شارل أنجو سيدًا بلا مُنازع لمملكة صقلية.

### شارل أنجو والاضطرابات الصقلية

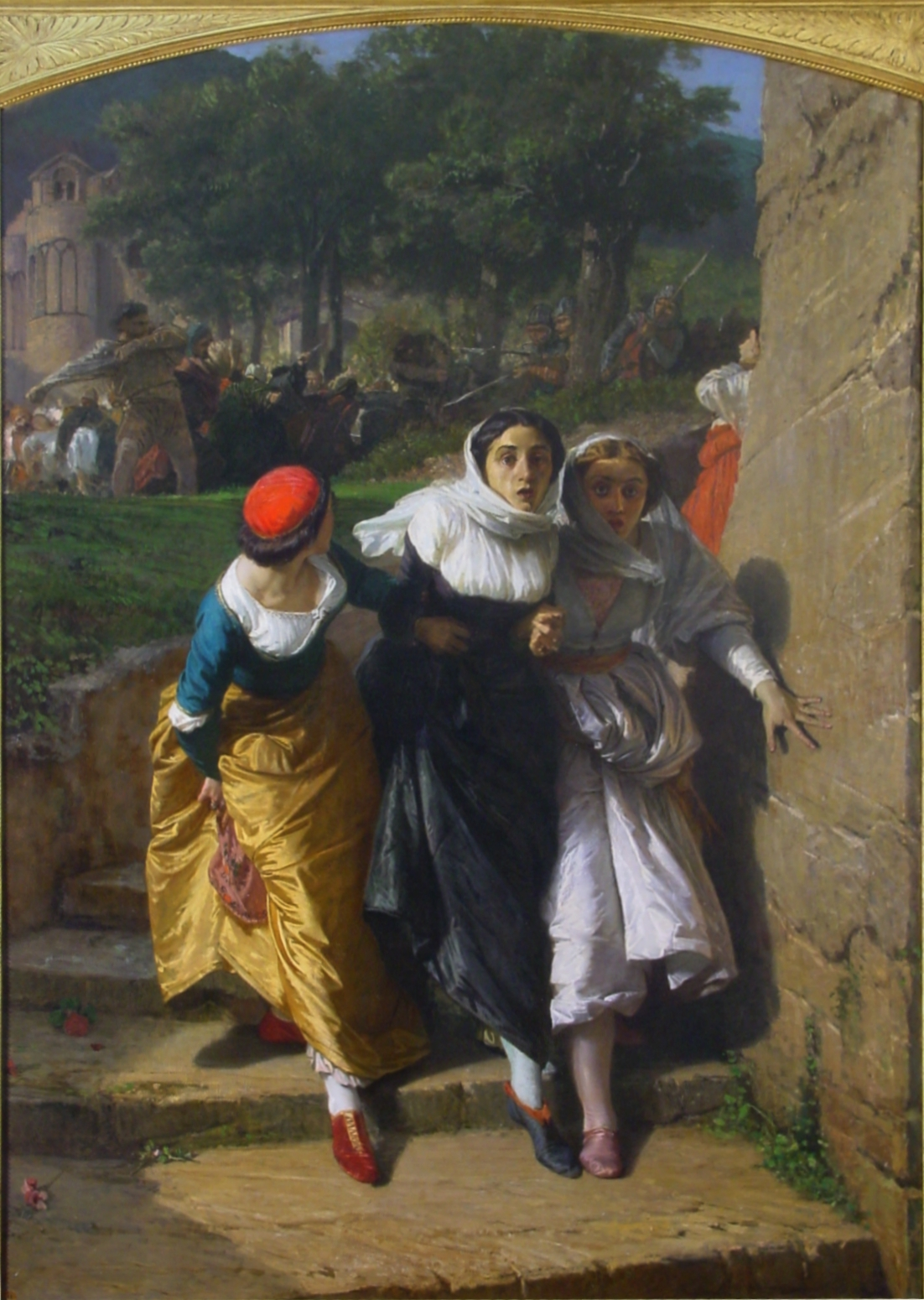
لوحة للرسام دومينيكو موريلي، 1859-1860م، تصور مشهدا من أحد "أحداث ثورة الغروب الصقلي" (Un episodio dei Vespri Siciliani). عبّر الرسام من خلال استحضار هذه الثورة الشعبية عن روح "حركة توحيد إيطاليا" (Risorgimento) التي كانت في طور التبلور. ومع ذلك، فإن اللوحة لا تُظهر مباشرة رد الفعل الدموي الشعبي، بل تُجسّد الخوف الذي أثارته الإهانة التي تعرّض لها الضحايا.

اعتبر شارل أنجو أراضيه في صقلية بمثابة نقطة انطلاق لطموحاته في البحر الأبيض المتوسط، والتي شملت الإطاحة بميخائيل الثامن باليولوجوس إمبراطور الدولة البيزنطية واحتلال القسطنطينية. كانت القسطنطينية قد سقطت في أيدي الحملة الصليبية الرابعة وظلت خاضعة للكنيسة الكاثوليكية الرومانية مدة 57 عامًا تحت حُكم الإمبراطورية اللاتينية. ولكن بعد أن استعاد البيزنطيون القسطنطينية عام 1261م، واصل الإمبراطور ميخائيل الثامن باليولوجوس إعادة بناء ما تبقى من المدينة ذات الأهمية الاقتصادية، وجعلها مجددًا معبرًا استراتيجيًا للتجارة مع أوروبا.
ولكن ظلت الاضطرابات تغلي في صقلية بسبب موقعها الثانوي جدًا في إمبراطورية شارل أنجو؛ إذ لم يكن للنبلاء الصقليين أي دور في حكم جزيرتهم، كما لم يُمنحوا مناصب مُربحة في الخارج كما حدث مع الفرنسيين والبروفانسيين والنُبلطانيين المُقرّبين من شارل أنجو. فضلًا عن ذلك، أنفق شارل أنجو الضرائب الباهظة التي فرضها على صقلية في حروبه الخارجية مما جعل الجزيرة تمثل اقتصادًا مانحًا يخدم أركان إمبراطوريته الوليدة. وكما قال المؤرخ البريطاني ستيفن رونسيمان: «رأى الصقليون أنهم يُحكمون الآن ليُمكِّنوا طاغيةً أجنبيًا من تحقيق فتوحات لن يجني شعب الجزيرة منها شيئًا».
وقد ساهم في إذكاء هذه الاضطرابات عملاءٌ بيزنطيون سعوا لإحباط الغزو المقرر من شارل أنجو، بالإضافة إلى الملك بطرس الثالث الأراغوني، صهر مانفريد، الذي كان يرى في زوجته كونستانس الوريثة الشرعية لعرش صقلية.

## الثورة
اشتقت هذه الثورة الشعبية اسمها بسبب أنها اندلعت مصادفة مع أجراس الكنيسة لبدء صلاة الغروب (بالإنجليزية: Vespers)، وهي صلاة المساء التي تَفتتح السَّهَر الليلي في عيد الفصح، الموافق 30 مارس/آذار 1282م، في كنيسة الروح القدس الواقعة خارج باليرمو مباشرةً. ومنذ تلك الليلة، تعرّض آلاف الفرنسيين المقيمين في صقلية للمجزرة خلال ستة أسابيع. 
لا يُعرَف على وجه الدِّقة ما الذي أشعل فتيل هذه الانتفاضة، لكنَّ الروايات المتعددة تتضمّن عناصر مشتركة.

### الروايات حول شرارة الثورة
وفقًا للمؤرخ البريطاني ستيفن رونسيمان، كان الصقليون في الكنيسة مندمجين في احتفالات الأعياد عندما مرّ بهم مجموعة من المسؤولين الفرنسيين الذين انضموا إليهم وبدأوا في الشرب، ثم قام رقيب يُدعى درويه (بالفرنسية: Drouet) بجذب امرأة شابة متزوجة من الحشد ملاحقًا إياها بإلحاح، فهاجمه زوجها بسكين وقتل الجندي. وعندما حاول الفرنسيون الآخرون الانتقام لصديقهم، هجم عليهم الحشد الصقلي وقتلهم جميعًا، وتصادف أن بدأت في تلك اللحظة جميع أجراس الكنائس في باليرمو بالدقّ إعلاناً لبدء صلاة الغروب المسائية (Vespers). يصف رونسيمان جو تلك الليلة كالآتي:
اقتحم الثوار  الأديرة الدومينيكية والفرنسيسكانية، وجُرّ جميع الرهبان الأجانب إلى الخارج وأُمروا بنطق كلمة "ciciri" (وتعني: الحُمُّص)، وهي كلمة كان اللسان الفرنسي يعجز عن نطقها بشكل دقيق. وكل من فشل في هذا الاختبار كان يُقتل على الفور.
ووفقًا  لما ذكره المؤرخ الإيطالي ليوناردو بروني سنة 1416م ، كان سكان باليرمو يقيمون مهرجانًا خارج المدينة عندما جاء الفرنسيون لتفتيشهم بحثًا عن وجود أسلحة، وبهذه الذريعة بدأوا يداعبون صدور نسائهم. أدى ذلك إلى اندلاع الثورة ومهاجمة الفرنسيين بالحجارة أولاً ثم بالسلاح فقتلوهم جميعًا. انتشرت الأخبار إلى مدن أخرى مما أدى إلى انتشار الثورات في جميع أنحاء صقلية، «وبحلول الوقت الذي استهلك فيه الغضب الشديد تجاه وقاحتهم كميات كبيرة من الدماء (الفرنسية)، سلّم الفرنسيون للسكان الصقليين ليس فقط ثرواتهم المسروقة ولكن سلموا لهم حياتهم أيضاً». 
هناك أيضاً رواية ثالثة من الأحداث تُشبه إلى حد كبير رواية ستيفن رونسيمان، وتختلف فقط في بعض التفاصيل الطفيفة. هذه القصة جزء من التراث الشفهي في الجزيرة حتى الوقت الحاضر. هذا التراث الشفهي لا يمكن التحقق منه بشكل قاطع، لكنه يثير اهتمام علماء الاجتماع. وفقًا للأسطورة، كان "يوحنا الپروشيدي" (بالإيطالية: Giovanni da Procida) هو العقل المدبر وراء المؤامرة، رغم أن المصادر الحديثة تعتبر دور يوحنا الپروشيدي في تحريض الثورة مبالغاً فيه،  أو حتى غير دقيق تاريخياً. ويبدو أنه كان على اتصال بكل من ميخائيل الثامن باليولوجوس و بطرس الثالث ملك أراغون. وقد أوقع البابا مارتن الرابع لاحقاً عقوبة الحرمان الكنسي على هؤلاء الثلاثة عام 1282م.

## العواقب المباشرة للثورة
بعد انتخاب القادة في باليرمو، انتشر الرسل في أرجاء الجزيرة يدعون الثوار إلى ضرب الفرنسيين قبل أن يتمكنوا من تنظيم المقاومة ضد الصقليين، وفي غضون أسبوعين، سيطر الثوار على معظم الجزيرة، وخلال ستة أسابيع أصبحت الجزيرة كلها تحت سيطرة الثوار، باستثناء مدينة ميسينا التي كانت محصنة جيدًا، والتي ظلت عائلة ريزو المتزعمة هناك وفيّة لشارل أنجو. ولكن في 28 أبريل اندلعت الثورة أيضًا في ميسينا بقيادة قائد الشعب أليمو دا لنتيني (بالإيطالية: Alaimo da Lentini). والأهم من ذلك أن أول عمل قام به سكان الجزيرة كان إشعال النار في أسطول الملك شارل أنجو في الميناء. ورد أن الملك شارل أنجو عندما سمع بخبر تدمير الأسطول قال: «يا رب، بما أنك رضيت أن تُدمر ثروتي، فليكن سقوطي تدريجيًا فقط».

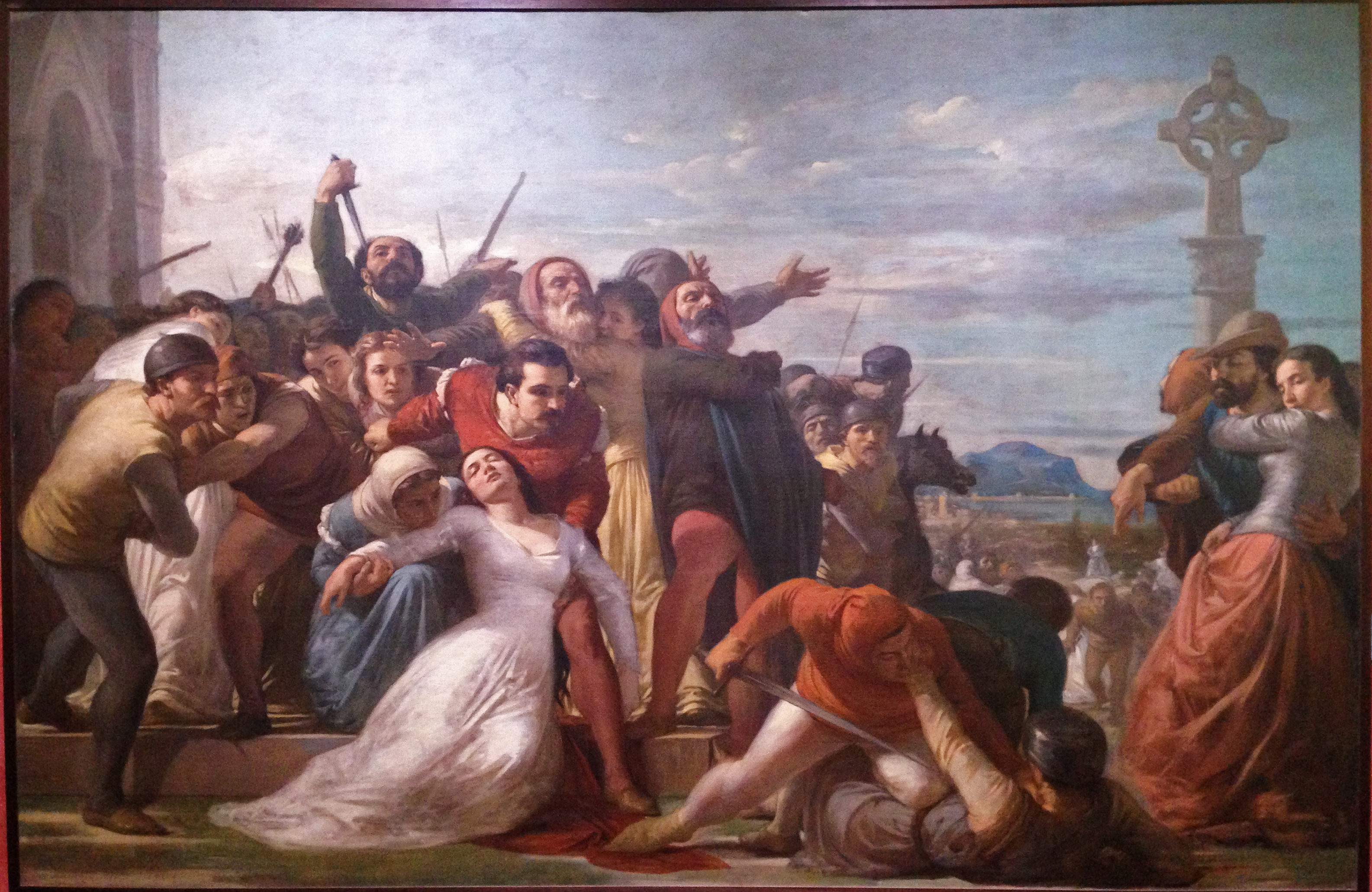
لوحة "الصقليون" للفنان ميشيل رابيساردين 1865م، معروضة في متحف قطانية البلدي بصقلية. تظهر شابة غاضبة في المقدمة يقتل شقيقها القائد الفرنسي بالقرب منها، وتبدأ الحشود بالثورة خلفها.

كان هربرت، فيقار الملك شارل أنجو (أي: نائبه) وعائلته بأمان داخل قلعة ماتيغريفون، ولكن بعد مفاوضات منحه الثوار وعائلته ممرًا آمنًا لمغادرة الجزيرة على وعد بعدم العودة مجددًا. وبعد استعادة النظام في المدينة، أعلن سكان المدينة أنفسهم بلدية حرة لا تخضع إلا للبابا. وانتخبوا قادة، أحدهم كان بارثولوميوس نيكاسترو الذي برز في مجريات الأحداث وقد روي لاحقًا جزءًا كبيرًا من الثورة في كتابه "هيستوريا سيكولا" (Historia Sicula)، وهو مرجع تاريخي هام وإن كان متناقضًا في بعض الأحيان مع المؤرخين.
كانت الخطوة التالية لقادة الثورة إرسال رسالة إلى الإمبراطور ميخائيل الثامن باليولوجوس عبر تاجر جنوي يُدعى ألافرانكو كاسانّو (بالإيطالية: Alafranco Cassano)، يخبره فيها بأن عدوه الملك شارل أنجو قد تضرر بشكل بالغ. وبعد ذلك أُرسل قادة الثورة سفراء إلى البابا مارتن الرابع يطلبون الاعتراف بكل مدينة في الجزيرة  كمدينة حرة تحت السيادة الروحية الحصرية للكنيسة المقدسة وحدها. كان سكان الجزيرة يأملون في الحصول على وضع مشابه لوضع البندقية وجنوة وبيزا وغيرها من المدن التي كانت حرة في تشكيل حكوماتها لكنها تخضع فقط سياسياً للبابا الذي كان يتمتع بسيادة غامضة وغير مستقرة.
ومع ذلك، كان البابا الفرنسي مارتن الرابع في صف الملك الفرنسي شارل أنجو بشدة، ووجه الصقليين للاعتراف بشارل كملك شرعي لهم. لكن مارتن الرابع لم يكن يعلم مدى كراهية التي يكنها الصقليون للفرنسيين، وخصوصاً لشارل أنجو الذي حكم الجزيرة من مدينة نابولي بدلًا من باليرمو، حيث كان يمكنه أن يرى المعاناة التي تسببت فيها أفعاله ومسؤولوه بالجزيرة. كان مسؤولو شارل أنجو في الجزيرة بعيدين عن إشرافه المباشر؛ فلم يرَ الجشع والاغتصاب والسرقة والقتل، ولم يرَ الضرائب الباهظة التي فرضوها على ممتلكات الفلاحين الضئيلة، والتي أبقتهم في فقر دائم دون أي تحسن في حياتهم.

## تدخلبطرس الثالث ملك أراغون

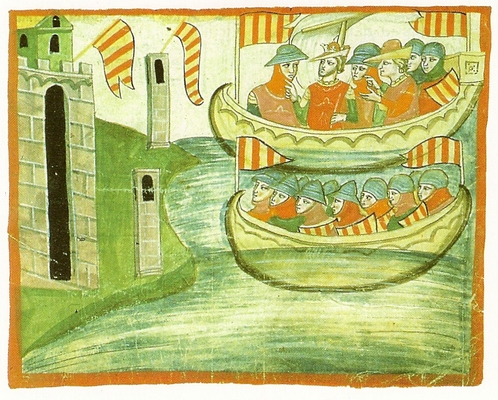
وصول بطرس الثالث أراغون إلى صقلية عام 1282م برفقة زوجته وخادماتها الملكيات للمطالبة بحقوقها القانونية في العرش."أريفو أراغونيسي" (مكتبة الفاتيكان).

رفض البابا  طلبات الثوار للسماح بمنحهم وضع البلديات الحرة، فلذلك أرسل الصقليون مناشداتهم إلى بطرس الثالث ملك أراغون المتزوج من كونستانس ابنة مانفريد ملك صقلية السابق وحفيدة فريدريك الثاني، الإمبراطور الروماني المقدس من آل هوهنشتاوفن. 
كانت كونستانس، من بين جميع ورثة الإمبراطور فريدريك الثاني، الوحيدة غير الأسيرة والقادرة على المطالبة بحقوقها. وقد تبنى بطرس الثالث حق زوجته في مطالبتها الكاملة لمملكة صقلية.
قبل اندلاع ثورة صلاة الغروب الصقلية، بنى بطرس الثالث أسطولا حربيا كبيرا وجهزه. وعندما سأله البابا عن سبب حاجته لمثل هذا الأسطول الحربي الضخم، أجاب بطرس الثالث بأنه موجه ضد المسلمين على طول الساحل الشمالي لأفريقيا، لأن لديه مصالح تجارية شرعية هناك ويحتاج إلى حمايتها. لذلك عندما تلقى بيتر طلب المساعدة من الصقليين، كان كان بطرس متواجداً في تونس على الساحل الشمالي لأفريقيا، على بعد 200 ميل فقط عبر البحر من جزيرة صقلية.
تظاهر بطرس الثالث في البداية بعدم الاكتراث لطلب الصقليين ومحنتهم، لكنه بعد عدة أيام، ومن باب المجاملة للبابا، استغل الثورة وأمر أسطوله بالإبحار نحو صقلية، حيث نزل في طرابنش في 30 أغسطس 1282م. وبينما كان يسير نحو باليرمو، تبع أسطوله الطريق الساحلي عن كثب. وبهذا، غيرت مشاركة بطرس الثالث طابع الثورة من تمرد محلي إلى حرب أوروبية.
عندما وصل بطرس إلى باليرمو في 2 سبتمبر، استقبله السكان في البداية بلا مبالاة، باعتباره ملكاً أجنبياً يستبدل ملكاً آخر فقط. ولكن عندما أصدر البابا مارتن الرابع أوامره للصقليين بقبول شارل أنجو ملكاً، وعد بطرس الثالث سكان الجزيرة بأنهم سيحظون بالامتيازات القديمة التي كانوا يتمتعون بها تحت حكم الملك النورماندي ويليام الثاني ملك صقلية. وهكذا، قبله الصقليون كخيار ثاني مرضٍ، وتُوّج بالتزكية بتصفيق الجماهير في كاتدرائية باليرمو في 4 سبتمبر، و أصبح بذلك لقبه  الثاني "بطرس الأول ملك صقلية".
وبمباركة البابا، لم يتأخر شارل أنجو؛ في شن الهجوم المضاد ووصل أسطوله من مملكة نابولي وحاصر ميناء ميسينا، وحاول عدة مرات إنزال قواته على الجزيرة، ولكن قوبلت جميع محاولاته بالصد والهزيمة.

## تعليق الإمبراطورميخائيل الثامن باليولوجوس

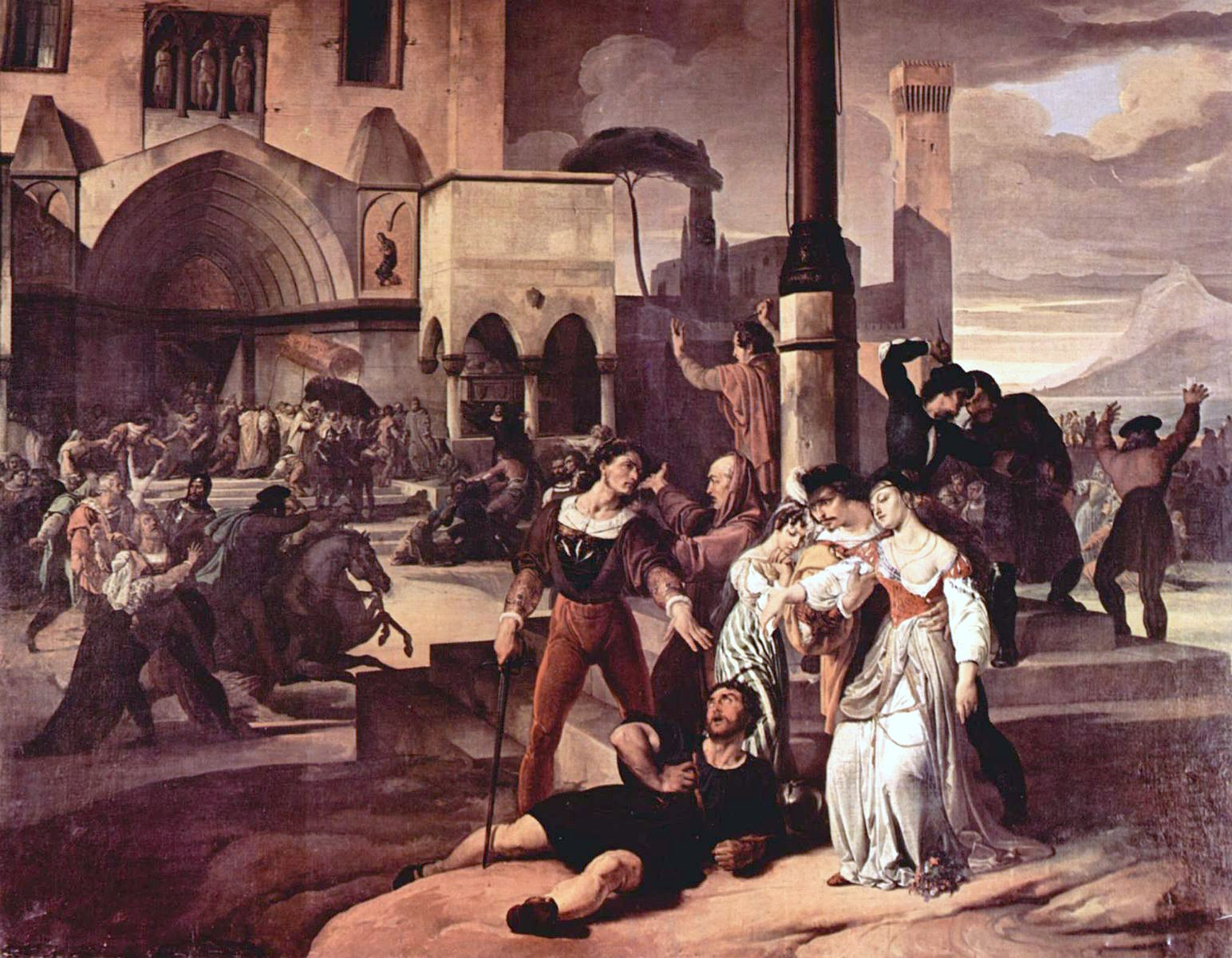
لوحة للفنان فرانشيسكو هايز، رسمها عام 1821-1823م. يصور فيها نبيل من باليرمو يأخذ بثأر شرف أخته المخطوبة من الإهانة التي لحقت بكرامتها من جندي أنجوي يُدعى درويه، وكان ذلك في مدينة مونريالي عام 1282م. ومن هذا الحدث بدأت مذبحة الفرنسيين في الجزيرة بأسرها. (مجموعة خاصة، تورينو): هذه هي النسخة الأولى من لوحة "ثورة صقلية" أو "نفير عيد الفصح الصقلي" (Vêpres siciliennes).

بعد سنوات، كتب الإمبراطور البيزنطي ميخائيل الثامن باليولوجوس في سيرته الذاتية: «لو جرؤت على القول بأنني كنت أداة الله لتحرير الصقليين، فإني سأقول الحقيقة فقط».
لكن كما يلاحظ للمؤرخ البريطاني ستيفن رونسيمان، سواءً بالذهب البيزنطي أو بدونه، فإن شعب صقلية الفخور وحده هو من حارب ضد ظالمه المسلح؛ و«حتى إذا كانت (هذه الثورة) مُخططة ومُدبّرة، فإن تلك الليلة من مساءات باليرمو في شهر مارس، كانت هي التي أسقطت إمبراطورية الملك شارل»